# Allen Coage
Allen Coage, född den 22 oktober 1943 i New York, USA, död den 6 mars 2007 i Calgary, var en amerikansk judoutövare.
Han tog OS-brons i herrarnas tungvikt i samband med de olympiska judotävlingarna 1976 i Montréal.